# Inhangapi
Inhangapi est une municipalité brésilienne située dans l'État du Pará.